# Țhinvali
Țhinvali (în osetă Цхинвал, în georgiană ცხინვალი) este capitala regiunii autonome Osetia de Sud, o regiune disputată din Georgia. Osetia de Sud este un stat independent de facto care controlează teritoriul cu sprijinul trupelor rusești. Orașul este așezat pe malul râului Marele Liahvi (în rusă Большая Лиахви) la aproximativ 100km de capitala țării Tbilisi. În 1989 orașul avea 42.934 de locuitori.

## Demografia
Marea Enciclopedie Sovietică, apărută în 1972, menționează că populația orașului era alcătuită din 66% osetini și 28% georgieni. Statistici din secolul XIX atestă că orașul era alcătuit în cea mai mare parte din evrei și armeni și foarte puțini etnici osetini.

## Clima
| Date climatice pentru Tskhinvali | Date climatice pentru Tskhinvali | Date climatice pentru Tskhinvali | Date climatice pentru Tskhinvali | Date climatice pentru Tskhinvali | Date climatice pentru Tskhinvali | Date climatice pentru Tskhinvali | Date climatice pentru Tskhinvali | Date climatice pentru Tskhinvali | Date climatice pentru Tskhinvali | Date climatice pentru Tskhinvali | Date climatice pentru Tskhinvali | Date climatice pentru Tskhinvali | Date climatice pentru Tskhinvali |
| Luna                             | Ian                              | Feb                              | Mar                              | Apr                              | Mai                              | Iun                              | Iul                              | Aug                              | Sep                              | Oct                              | Nov                              | Dec                              | Anual                            |
| -------------------------------- | -------------------------------- | -------------------------------- | -------------------------------- | -------------------------------- | -------------------------------- | -------------------------------- | -------------------------------- | -------------------------------- | -------------------------------- | -------------------------------- | -------------------------------- | -------------------------------- | -------------------------------- |
| Maxima medie °C (°F)             | 1.9 (35,4)                       | 3.3 (37,9)                       | 7.8 (46)                         | 14.2 (57,6)                      | 19.5 (67,1)                      | 22.8 (73)                        | 25.2 (77,4)                      | 25.4 (77,7)                      | 21.2 (70,2)                      | 15.8 (60,4)                      | 8.7 (47,7)                       | 4.0 (39,2)                       | 14,15 (57,47)                    |
| Minima medie °C (°F)             | −7.1 (19,2)                      | −6 (21,2)                        | −2.2 (28)                        | 2.0 (35,6)                       | 7.2 (45)                         | 10.4 (50,7)                      | 13.1 (55,6)                      | 13.0 (55,4)                      | 8.6 (47,5)                       | 4.1 (39,4)                       | 0.5 (32,9)                       | −4.7 (23,5)                      | 3,24 (37,84)                     |
| Precipitații mm (inches)         | 46 (1.81)                        | 46 (1.81)                        | 52 (2.05)                        | 74 (2.91)                        | 97 (3.82)                        | 97 (3.82)                        | 75 (2.95)                        | 66 (2.6)                         | 60 (2.36)                        | 68 (2.68)                        | 65 (2.56)                        | 59 (2.32)                        | 805 (31,69)                      |
| Sursă: Climate-data.org          |                                  |                                  |                                  |                                  |                                  |                                  |                                  |                                  |                                  |                                  |                                  |                                  |                                  |

## Personalități născute aici
- George Kobaladze (n. 1976), halterofil emigrat în Canada.